# Haludaria
Haludaria ist eine südasiatische Gattung der Karpfenfische (Cyprinidae). Alle Arten der Gattung kommen endemisch nur in Südindien oder auf Sri Lanka vor. Zu der Gattung, die erst im Sommer 2012 (als Dravidia) aufgestellt wurde, gehören vier Arten die vorher in die Sammelgattung Puntius gestellt wurden. Der ursprüngliche Gattungsname wurde von den dravidischen Völkern abgeleitet, den Bewohnern Südindiens. Anfang 2013 stellte sich heraus, dass der ursprüngliche Gattungsname Dravidia schon für eine Fleischfliegengattung präokkupiert ist und als neuer Gattungsname wurde Haludaria gewählt, in Erinnerung an „Haludar“, einen bengalischen Künstler, der Fischillustrationen für Francis Buchanan-Hamiltons Werk „Gangetic Fishes“ zeichnete.

## Merkmale
Haludaria-Arten erreichen als ausgewachsene Fische normalerweise eine Standardlänge von weniger als 6 cm. Nur die Typusart, die Glühkohlenbarbe (Haludaria fasciata) wird mit einer Maximallänge 8 cm etwas größer. Der Körper der Haludaria-Arten ist seitlich abgeflacht und langgestreckt. Diagnostische Merkmale der Gattung sind je ein Paar Maxillar- und Rostral-Barteln (also insgesamt vier Barteln am Oberkiefer), eine vollständige Seitenlinie mit 18 bis 26, mit Poren versehenen Schuppen, 4 unverzweigte und 8 verzweigte Rückenflossenstrahlen, wobei der letzte unverzweigte Flossenstrahl der Rückenflosse schwach ausgebildet und glatt ist, 3 unverzweigte und 5 verzweigte Afterflossenstrahlen, einfache Kiemenrechen (zugespitzt, nicht verzweigt oder lamellenartig abgeplattet), der breite Infraorbitalknochen Nr. 3 (Knochen um die Augen), der teilweise den Vorkiemendeckel überlappt, freie Uroneuralia und ein oder zwei breite schwarze Bänder auf den Körperseiten zwischen Rücken- und Afterflosse.

## Arten
- Haludaria afasciata (Jayaram, 1990)
- Glühkohlenbarbe (Haludaria fasciata Jerdon, 1849) (Typusart)
- Haludaria kannikattiensis (Arunachalam & Johnson, 2003)
- Haludaria melanampyx (Day, 1865)